# Луна (телесериал)
«Луна́» — российский телесериал в жанре мистического триллера с элементами драмеди. Является адаптацией испанского телесериала «Полнолуние». Производство кинокомпании «Амедиа» при участии «КультМедиа» по заказу телеканала СТС.
Телесериал транслировался со 2 февраля по 25 марта 2015 года на канале СТС.

## Трансляция
Телеканал СТС показал в 21:00 лишь 12 серий со 2 февраля по 12 февраля 2015 года (при этом в первую неделю показа выходило сразу по две новых серии, со второй недели — по одной серии), с 16 февраля по 5 марта 2015 года показ сериала перенесли на 23:00, а потом с 11 марта по 25 марта 2015 года серии выходили в 00:30.
С 13 марта по 31 марта 2017 года на канале СТС Love был показан повторный показ сериала, серии выходили с понедельника по пятницу в 21:00.

## Сюжет
Слоган сериала: «Никогда не знаешь, кто рядом»
Семья Паниных, в надежде спасти свой брак, переезжает в небольшой городок Старокаменск, расположенный среди непроходимых лесов. В них, по словам старожилов, издавна обитают оборотни. Спустя некоторое время главу семейства находят мёртвым, а его жена Екатерина начинает собственное расследование гибели мужа.

## Персонажи

### Сотрудники правоохранительных органов
| Актёр                 | Роль |
| --------------------- | --- |
| Лидия Вележева        | Екатерина Сергеевна Панина мать Насти, жена Николая, районный прокурор |
| Анатолий Кот          | Николай Константинович Панин муж Екатерины, отец Насти, майор, начальник оперативного отдела полиции |
| Александр Хмельницкий | Виталий Леонидович Карташов майор следственного комитета, новый начальник оперативного отдела полиции |
| Сергей Стрельников    | Роман Андреевич Соколов сын Марии Семёновны, брат Ольги Лунёвой, муж Марины, отчим Сергея и Веры, капитан, зам. начальника оперативного отдела полиции                                                                            |
| Алексей Ошурков       | Борис Кириллович Данилюк капитан оперативного отдела полиции |
| Антон Филипенко       | Никита Владимирович Шишкин лейтенант оперативного отдела полиции |
| Кристина Бродская     | Софья (Соня) Петровна Горенко старший лейтенант оперативного отдела полиции |
| Анна Скиданова        | Ольга Андреевна Лунёва дочь Марии Семёновны, сестра Романа, мать Артёма, подруга Екатерины, секретарь прокуратуры, в 18-й серии уезжает из Старокаменска для лечения своего сына Артёма, возвращается в Старокаменск в 26-й серии |
| Олег Билик            | Илья Васильчиков лейтенант полиции |

### Учащиеся лицея
| Актёр                | Роль |
| -------------------- | --- |
| Дарья Новосельцева   | Анастасия (Настя) Панина дочь Николая и Екатерины                                                                                               |
| Макар Запорожский    | Игорь Демидов (Герасим) сын Алексея |
| Анастасия Акатова    | Вера Соколова сестра Сергея, подруга Насти, влюблена в Никиту Шишкина                                                                           |
| Александр Шам        | Сергей Соколов брат Веры |
| Даниил Вахрушев      | Артём Лунёв внук Марии Семёновны, сын Ольги, болен рассеянным склерозом, в 18-й серии уезжает из Старокаменска на лечение вместе со своей мамой |
| Элина Гейман         | Лиза Назарова сестра Филиппа, дочь мэра Старокаменска                                                                                           |
| Константин Белошапка | Филипп (Фил) Назаров брат Лизы, сын мэра Старокаменска, после 18-й серии уезжает в Москву                                                       |
| Даша Русакова        | Аня Терентьева после 18-й серии уезжает из Старокаменска                                                                                        |
| Фёдор Бавтриков      | Василий Спиридонов после 18-й серии уезжает из Старокаменска                                                                                    |
| Мария Ватаци         | Юлия Савчук внучка Захара Ильича |
| Евгений Токарев      | Кирилл Воробьёв (с 19-й серии) брат Маши |

### Жители Старокаменска
| Актёр                 | Роль |
| --------------------- | --- |
| Владимир Малков       | Матвей Игнатьевич Богданов директор Старокаменского краеведческого музея, руководитель факультатива по истории |
| Аля Никулина          | Мария Семёновна Соколова мать Романа и Ольги Лунёвой, бабушка Артёма                                           |
| Алексей Барабаш       | Алексей Михайлович Демидов отец Игоря, учитель истории в лицее                                                 |
| Ксения Лаврова-Глинка | Марина Соколова жена Романа, мать Сергея и Веры, владелица кафе                                                |
| Сергей Рубеко         | Захар Ильич Савчук дед Юлии, завхоз лицея                                                                      |
| Игорь Филиппов        | Виктор Михайлович Назаров муж Светланы, отец Филиппа и Лизы, мэр города Старокаменска                          |
| Анастасия Немец       | Светлана Владимировна Назарова жена Виктора, мать Филиппа и Лизы                                               |
| Игорь Сидоров         | Николай Саркисов администратор мотеля «Лесной»                                                                 |
| Евгений Крылов        | Фёдор Иванович Пастухов убийца Андрея Соколова, отца Романа и Ольги                                            |
| Виктор Лакирев        | Сергей Эдуардович (с 19-й серии) отец Екатерины Паниной, дед Насти, судмедэксперт                              |
| Михаил Пшеничный      | Андрей Алексеевич Ушаков учитель математики в лицее                                                            |
| Александр Жижневский  | Максим |
| Дмитрий Супонин       | Денис Громов (с 20-й серии) биологический отец Сергея и Веры                                                   |
| Анжела Кольцова       | Инна Валерьевна Зарецкая директор лицея                                                                        |
| Юлия Чиплиева         | Анна Григорьевна врач                                                                                          |
| Бажена Павленко       | Маша (с 20-й серии) сестра Кирилла Воробьёва                                                                   |
| Екатерина Кульчицкая  | Елена Воробьёва (с 20-й серии) мама Кирилла и Маши                                                             |
| Даниил Мызников       | Артём в детстве                                                                                                |
| Александр Боев        | Арсений охотник                                                                                                |
| Юрий Горин            | Егор Петрович охотник                                                                                          |
| Роман Калькаев        | Антон свидетель поджога на ферме                                                                               |
| Алексей Захаров       | Степан Тарасов лесник в спецзоне заповедника                                                                   |
| Николай Мальцев       | Вениамин Александрович Маркелов охотник                                                                        |
| Андрей Шабалин        | перегонщик автомобиля Елены Воробьёвой                                                                         |
| Дмитрий Чеботарёв     | Фёдор Осокин работает на Виктора Назарова                                                                      |
| Антонио Виллани       | Рикардо Аласио заведующий студией современного танца в Барселоне                                               |
| Евгения Щербакова     | представитель студии современного танца, переводчик Рикардо Аласио                                             |
| Михаил Шамигулов      | Александр Белецкий криминалист из области, приятель Романа                                                     |

## Эпизоды
| № серии | Премьера   | Описание серии |
| ------- | ---------- | --- |
| 1       | 02.02.2015 | Ради воссоединения семьи прокурор Екатерина Панина оставляет столицу и переезжает вместе с дочерью Настей в провинциальный Старокаменск, где уже несколько лет работает её бывший муж Николай. Однако на следующий день Николай Панин исчезает, а по городу начинают ползти слухи: говорят, в заповедном лесу, овеянном жуткими легендами, снова появились оборотни. |
| 2       | 02.02.2015 | В городе происходит убийство майора Панина. Идёт следствие. Труп, обезглавленный, с вырванным сердцем, находят в старом колодце в лесу. В дом к овдовевшей Екатерине Сергеевне переезжает её подруга Ольга Лунёва с сыном Артёмом. Во время похорон он находит изображение волчьего жертвенника на могиле. Жители города встревожены. |
| 3       | 03.02.2015 | Екатерина Сергеевна представляет сотрудникам майора Карташова, который и будет вести следствие. Развивается расследование только по одной из версий — измена. Игорь приносит Артёму карту, которую тот так долго искал. Все вместе находят в лесу тот самый волчий жертвенник. В машине у капитана Соколова Екатерина Сергеевна видит пропавшую из дома коробку и принимает его за грабителя и за убийцу мужа. Капитана увозят в наручниках. |
| 4       | 03.02.2015 | В полиции узнают, с кем встречался Панин накануне своего исчезновения. Екатерина понимает, что возможный убийца её мужа всё это время находился рядом с ней. Полиция выясняет, что у капитана Соколова, подозреваемого в убийстве Панина, есть алиби. Это подтверждают свидетели и запись с видеокамеры. |
| 5       | 04.02.2015 | Никто не может найти Сергея. Соколову удаётся скрыться из полицейского участка. Игорь понимает, что всё то, что он считал снами — реальность. |
| 6       | 04.02.2015 | Панина едет к леснику, чтобы выяснить обстоятельства убийства мужа, но находит лесника мёртвым. Тем временем, майор Соколов вынужден бежать из дома Паниной и скрыться на барже. Панина ночью едет в лес одна, и слышит там подозрительные звуки. |
| 7       | 05.02.2015 | Следственная группа находит у подозреваемого Савчука подборку материалов за 30 лет наблюдений: в какое полнолуние, кто из жителей города был убит. Из материалов следует, что ближайшее убийство должно быть совершено в предстоящую ночь. Очевидно также, что оно будет на старинном алтаре, фотография которого подшита в материалах. Артём пишет видеообращение к маме и идёт в лес, чтобы стать оборотнем. |
| 8       | 05.02.2015 | Полиция находит в кювете разбитую машину жены мэра — Светланы Назаровой. Повсюду много крови, но самой Светланы нигде нет. Школьники Игорь, Артём и Настя уверены, что в исчезновении Назаровой замешан оборотень. |
| 9       | 09.02.2015 | Следствие приходит к выводу, что в деле Панина и Назаровой замешан один и тот же человек, обладающий невероятной силой. Игорь, Настя и Артём узнают у Савчука, где он прячет книгу про оборотней. |
| 10      | 10.02.2015 | Екатерина приходит к Светлане Назаровой, чтобы выяснить, кто напал на жену мэра. Настя готовится к участию в танцевальном конкурсе. Соколов находит в лесу сумку Назаровой. Ольга инсценирует кражу флешки с уликами. |
| 11      | 11.02.2015 | Во время допроса у Светланы случается истерика. Соколов проникает в спецзону заповедника. Настя участвует в танцевальном кастинге. |
| 12      | 12.02.2015 | Артём отказывается лечиться в клинике. Дочку Паниной похищают и прячут в лесу, но её по запаху находит её юный друг-оборотень. Панина решает сдаться и уехать в Москву, но в это время к ней приходит начальник полиции с неожиданным заявлением. |
| 13      | 16.02.2015 | Идёт расследование. Возникает версия о браконьерской охоте. Находят одного из подозреваемых — школьного учителя. Завхоза школы задерживают, его внучку хотят определить в детский дом. Артём в полнолуние вновь отправляется в лес. |
| 14      | 17.02.2015 | Полицейские узнают, что Юля прячется в школе, но Игорь помогает ей выбраться из города до их приезда. По дороге Игорь чувствует, что вот-вот обратится в зверя, ведь полнолуние совсем близко. |
| 15      | 18.02.2015 | Игорь становится главным подозреваемым в убийстве Юли. |
| 16      | 19.02.2015 | Пастухов, подозреваемый в серии убийств, сам сдаётся Соколову, но на допросе говорит, что ни в чём не виновен. Екатерина верит ему и уговаривает Соколова провести в лесу следственный эксперимент. |
| 17      | 24.02.2015 | Полицейские начинают поиски «оборотня», хотя совершенно не представляют, кого именно им искать. Марина узнаёт о том, что её дочь Вера встречается с Никитой Шишкиным. |
| 18      | 25.02.2015 | Полиция приходит к выводу, что серийный убийца — учитель математики Ушаков. Ушаков — парень следователя Сони Горенко и она знает, где его искать. Соня первая приходит в дом, где должен находиться Ушаков и находит бездыханного Алексея. Ушаков нападает на Соню, но подоспевший наряд полиции успевает в него выстрелить. Панина узнаёт, что всю информацию Назарову передавала Оля. Всё это происходит в полнолуние. Весь город окутывает ядовитый дым. Игорь совершает самоубийство, сбросившись с моста при Насте. Она очень жалеет его и со слезами на глазах сообщает его отцу и своей матери. В последней сцене видно как кто-то оттаскивает тело Игоря в лес. |
| 19      | 26.02.2015 | Лейтенант Горенко возвращается после лечения на работу. В монастыре под завалом находят сумасшедшего человека, который пропал четыре месяца назад. Школьники устраивают пикник в лесу. На дочку мэра нападает мужчина в капюшоне. Один из школьников случайным выстрелом убивает его. |
| 20      | 02.03.2015 | В центре города распыляют красное вещество, похожее на кровь. Люди теряют сознание. Подростки переживают по поводу убитого ими и закопанного в лесу математика. Юноша, который совершил выстрел, решил во всём признаться полиции. Когда ребята возвращаются на место преступления, могила оказывается пустой. |
| 21      | 03.03.2015 | В город приезжает Денис Громов, настоящий отец Веры и Сергея. Он пишет заявление в полицию на Назарова, который присвоил его земли, и требует, чтобы Марина рассказала детям правду о нём. |
| 22      | 04.03.2015 | Роман и Екатерина допрашивают врача Сони. Полиция ищет пропавшую сотрудницу. Сергей Эдуардович помогает в расследовании похищения. |
| 23      | 05.03.2015 | Полиция расследует поджог на ферме. Вера собирается сбежать в Москву. Громов знакомится со своими детьми. |
| 24      | 11.03.2015 | Ребятам удаётся выменять Машу у бандитов, но те угрожают вернуться и убить девочку, если кто-то из взрослых узнает о похищении. В городе происходит необъяснимый падёж птиц. |
| 25      | 12.03.2015 | На отца Екатерины нападает неизвестный. Подчинённые подозревают Соколова в мошенничестве. Игорь ищет охотника. Отношения Екатерины и Ромы развиваются. Настя, пытается помочь Игорю, но из-за этого перестаёт чувствовать ноги. Бабушка Артёма умирает. |
| 26      | 17.03.2015 | Екатерине сообщают, что у Насти и Артёма схожие симптомы болезни. Перед балом кто-то украсил лицей цветами, от которых Игорь падает в обморок. Перед смертью мать Соколовых оставляет пророчество. |
| 27      | 18.03.2015 | Несмотря на все предостережения, Игорь приходит на бал. Пока Охотник готовит новую ловушку, Екатерина и Соколов проникают в пещеру. |
| 28      | 19.03.2015 | Роман пытается выбраться из подвала и спасти Екатерину. Соня и Никита останавливают фургон, в котором обнаруживают следы токсических веществ. Задержанному полицейскими Назарову удаётся взять в заложники Веру и Ольгу. |
| 29      | 24.03.2015 | Алексей Демидов рассказывает всю правду о зверских убийствах в Старокаменске своему сыну. Охотник начинает кровавую охоту на оборотней и их вожака Амадея. Екатерина Панина и Ольга Лунёва узнают о формуле лекарства, способного исцелить Настю и Артёма. |
| 30      | 25.03.2015 | Амадей убивает Охотника. Горенко уничтожает главного оборотня. Все оборотни гибнут. Матвей Игнатьевич превращает Игоря в обычного человека. |

## Саундтрек
| Исполнитель | Название композиции   |
| ----------- | --------------------- |
| MANGIARE    | Убегая — главная тема |
| MANGIARE    | Fine If I Say         |
| MANGIARE    | 5AM Sun               |
| MANGIARE    | Us Blind              |
| MANGIARE    | Woe of Wit            |
| MANGIARE    | Monday Morning        |

## Интересные факты
- Актёры Макар Запорожский, Ксения Лаврова-Глинка и Анатолий Кот играют вместе в сериале «Молодёжка» на канале СТС.
- У некоторых актёров «Луны» уже есть опыт съёмок в мистических сериалах: актёр Макар Запорожский снимался в сериале «Тёмный мир: Равновесие», а Ксения Лаврова-Глинка, Аля Никулина, Анна Скиданова и Анастасия Акатова — в сериале «Закрытая школа».
- Первый съёмочный день сериала «Луна» пришёлся на первый день полнолуния[1].
- Создатели работали над сериалом в стилистике, схожей с фильмом Стэнли Кубрика «Сияние». За основу картинки ими был взят фильм Тима Бёртона «Сонная лощина» с холодными металлическими безжизненными цветами[2].
- Актёр Макар Запорожский не верит в мистику[3].
- Периодически в съёмочных павильонах вырубался свет, но как только участники съёмки собирались разойтись, он неожиданно включался[4].
- Перед началом съёмок каждому из участников съёмочного процесса подарили футболку с надписью: «Я знаю кто здесь оборотень»[5].
- На съёмках актрисе Лидии Вележевой наложили настоящий гипс, поскольку её героиня, по сюжету сериала, ломает ногу. Из-за этого Лидии приходилось с трудом передвигаться. Она не могла даже нормально встать с дивана, а встав, чуть было не упала, оперевшись на загипсованную конечность[6].
- «Луна» стала четвёртой по счёту адаптацией испанского сериала, изначально вышедшего в эфир на зарубежном канале Antena 3. Предыдущими адаптациями были «Закрытая школа», «Корабль» и «Физика или химия», также показанные в России на канале СТС[7].
- Роли оборотней в сериале исполнили собаки породы чехословацкий влчак[8].
- На стене в оперативном отделе полиции висят две карты, подписанные как карты вымышленного города Старокаменска, в котором и происходит действие сериала. На самом же деле на обеих картах изображён город Курган.